# Wrexie Leonard
Wrexie Leonard (1867-1937) est une physicienne américaine, assistante de Percival Lowell.
Le cratère vénusien Leonard a été nommé en son honneur.
Le personnage de Lulu dans le roman de Jan Millsapps Venus on Mars (2014) est basé sur elle.